# Horssjön (Odensala socken, Uppland)
Horssjön är en sjö i Sigtuna kommun i Uppland och ingår i Norrströms huvudavrinningsområde. Sjön har en area på 0,111 kvadratkilometer och ligger 33 meter över havet. Sjön avvattnas av vattendraget Märstaån.

## Delavrinningsområde
Horssjön ingår i det delavrinningsområde (661114-161384) som SMHI kallar för Mynnar i Mälaren. Medelhöjden är 27 meter över havet och ytan är 78,71 kvadratkilometer. Det finns inga avrinningsområden uppströms utan avrinningsområdet är högsta punkten. Märstaån som avvattnar avrinningsområdet har biflödesordning 3, vilket innebär att vattnet flödar genom totalt 3 vattendrag innan det når havet efter 49 kilometer. Avrinningsområdet består mestadels av skog (40 procent), öppen mark (20 procent) och jordbruk (26 procent). Avrinningsområdet har 0,43 kvadratkilometer vattenytor vilket ger det en sjöprocent på 0,6 procent. Bebyggelsen i området täcker en yta av 9,27 kvadratkilometer eller 12 procent av avrinningsområdet.